# Cofan
I Cofan (o anche Kofan) sono un gruppo etnico della Colombia e dell'Ecuador con una popolazione stimata di circa 1300 persone: 700 in Colombia e 500 in Ecuador. Questo gruppo etnico è per la maggior parte di fede animista e parla la lingua Cofan (D:Santa Rosa-CON02).
Vivono nelle foreste dell'Amazzonia.
Vivono ai confini tra Ecuador e Colombia.